# Ostrach (Iller)
L'Ostrach est une rivière allemande d'une longueur de 21,8 km qui coule dans le land de la Bavière. Elle est un affluent de l'Iller et donc un sous-affluent du Danube.